# Dnipro-75 Dniepropetrowsk
Dnipro-75 Dniepropetrowsk (ukr. Футбольний клуб «Дніпро-75» Дніпропетровськ, Futbolnyj Kłub "Dnipro-75" Dnipropetrowśk) – ukraiński klub piłkarski z siedzibą w mieście Dniepr. Założony w październiku 2007 roku.
Od 2008 roku występuje w rozgrywkach ukraińskiej Drugiej Lihi.

## Historia
Chronologia nazw:
- 1975–2007: DJuSSz Dnipro-75 Dniepropetrowsk (ukr. ДЮСШ «Дніпро-75» Дніпропетровськ)
- październik 2007–...: Dnipro-75 Dniepropetrowsk (ukr. «Дніпро-75» Дніпропетровськ)

Drużyna piłkarska Dnipro-75 Dniepropetrowsk została założona w październiku 2007 roku na bazie D.Ju.S.Sz. "Dnipro-75" (Dziecinno-Juniorska Sportowa Szkoła). Jeszcze w ZSRR istniała DJuSSz "Dnipro-75", założona w 1975 roku, która szkoliła młode piłkarskie talenty i brała udział w rozrywkach amatorskich. Głównym sponsorem jest firma budowlana "DIK", prezesem której i jest prezes klubu Dnipro-75 Serhij Doroszenko
Występował w rozgrywkach Mistrzostw Ukrainy spośród zespołów amatorskich.
W 2008 roku zgłosił się do rozgrywek w Drugiej Lidze i otrzymał status profesjonalny.
Od sezonu 2008/09 występuje w Druhiej Lidze. W marcu 2010 w związku z niewpłaceniem wznosu do PFL klub został pozbawiony statusu klubu profesjonalnego i w pozostałych meczach uznany porażki techniczne -:+.

## Inne
- Dnipro Dniepropetrowsk